# Pterostylis stricta
Pterostylis stricta là một loài thực vật có hoa trong họ Lan. Loài này được Clemesha & B.Gray miêu tả khoa học đầu tiên năm 1972.